# Вуковје Зелинско
Вуковје Зелинско (хрв. Vukovje Zelinsko) је насељено место у граду Свети Иван Зелина, Загребачка жупанија, Хрватска.

## Историја
До територијалне реорганизације у Хрватској било је у саставу старе општине Свети Иван Зелина.

## Становништво
У попису становништва из 2011. године, Вуковје Зелинско је имало 90 становника.
| Број становника према пописима | Број становника према пописима | Број становника према пописима | Број становника према пописима | Број становника према пописима | Број становника према пописима | Број становника према пописима | Број становника према пописима | Број становника према пописима | Број становника према пописима | Број становника према пописима | Број становника према пописима | Број становника према пописима | Број становника према пописима | Број становника према пописима | Број становника према пописима |
| ------------------------------ | ------------------------------ | ------------------------------ | ------------------------------ | ------------------------------ | ------------------------------ | ------------------------------ | ------------------------------ | ------------------------------ | ------------------------------ | ------------------------------ | ------------------------------ | ------------------------------ | ------------------------------ | ------------------------------ | ------------------------------ |
| 1857                           | 1869                           | 1880                           | 1890                           | 1900                           | 1910                           | 1921                           | 1931                           | 1948                           | 1953                           | 1961                           | 1971                           | 1981                           | 1991                           | 2001                           | 2011                           |
| 50                             | 0                              | 0                              | 0                              | 69                             | 96                             | 108                            | 98                             | 103                            | 105                            | 104                            | 103                            | 82                             | 77                             | 89                             | 90                             |

Напомена: Исказује се као насеље од 1900. Од 1869. до 1890. подаци су садржани у насељу Крижевчец. Године 1991. насељу је припојен део насеља Горичанец. До 1981. подаци за тај део садржани су у насељу Горичанец.